# Porcellio pictus
Porcellio pictus is een pissebed uit de familie Porcellionidae. De wetenschappelijke naam van de soort is voor het eerst geldig gepubliceerd in 1833 door Johann Friedrich von Brandt.